# Hamilton Naki
Hamilton Naki (ur. 26 czerwca 1926 w Ngcingane (Transkei), zm. 29 maja 2005 w Langa koło Kapsztadu) – początkowo pracował jako ogrodnik na Uniwersytecie w Kapsztadzie, a później także jako asystent laboratoryjny i chirurgiczny przy przeszczepach organów w doświadczeniach na zwierzętach pod okiem Christiaana Barnarda. Wprowadzał także młodszych chirurgów w procedury chirurgiczne podczas operacji na zwierzętach. W ten sposób (jako czarny mieszkaniec Republiki Południowej Afryki) wniósł duży wkład w proces pierwszego przeszczepu serca.

## Życiorys
Hamilton Naki, urodzony we wsi Ngcingane w regionie Transkei, musiał rzucić szkołę w wieku 14 lat, ponieważ jego rodziców nie było stać na dalsze posłanie syna do szkoły. W poszukiwaniu pracy Naki udał się do Kapsztadu, gdzie początkowo znalazł pracę jako ogrodnik na Uniwersytecie Medycznym w Kapsztadzie. Następnie po przeszkoleniu w pracowni doświadczalnej prowadził znieczulenia podczas operacji na zwierzętach. Kiedyś pozwolono mu także asystować przy operacji żyrafy. Uderzające były jego wielkie umiejętności manualne, oraz wielka chęć i zdolność do uczenia się. Naki pracował z Barnardem podczas opracowywania technik chirurgicznych na otwartym sercu i rozwijał swoje umiejętności w eksperymentalnym przeszczepianiu serc, wątrób i nerek u zwierząt. Dzięki swojemu doświadczeniu jako asystent w doświadczeniach na zwierzętach wkrótce mógł uczyć studentów w tej dziedzinie.
Naki pracował w laboratorium na oficjalnym stanowisku asystenta, technika, a na końcu starszego technika laboratoryjnego do przejścia na emeryturę w 1991. Było to najwyższe stanowisko, jakie uniwersytet mógł mu przyznać w ramach prawa apartheidu. Otrzymał też odpowiednią niską emeryturę biorąc pod uwagę, że jego bardziej wykwalifikowana praca w tamtym czasie nie została upubliczniona. Jego doświadczenie i brak uznania są podobne do innego wszechstronnego technika chirurgicznego, Viviena Thomasa, który pracował z Alfredem Blalockiem nad poprawą wyników chirurgicznych u pacjentów z wadami serca na Uniwersytecie Vanderbilta i Johnsa Hopkinsa. Zarówno Thomas, jak i Naki pracowali w zapomnieniu ze względu na fakt, że byli utalentowanymi czarnoskórymi mężczyznami, którzy wyróżniali się odpowiednio w panującej społecznej segregacji rasowej w Ameryce i systemie apartheidu w RPA. Naki powiedział kiedyś ankieterowi British Broadcasting Corporation: „W tamtych czasach trzeba było zaakceptować to, co mówili, ponieważ nie było innej drogi, ponieważ takie było prawo kraju”. Dopiero po upadku apartheidu w 1994 wkład Naki stał się znany. W 2002 prezydent Thabo Mbeki przyznał mu jedno z najwyższych odznaczeń kraju, Order Mapungubwe, za lata służby publicznej. W następnym roku Graca Machel, wicekanclerz Uniwersytetu w Kapsztadzie i żona byłego prezydenta Nelsona Mandeli, nadała Naki tytuł doktora honoris causa medycyny w uznaniu jego osiągnięć. „Czuję się całkiem szczęśliwy, bardzo szczęśliwy”, powiedział wówczas Naki. „To efekt wielu lat pracy”.
Pogłoski odnośnie czynnego udziału Nakiego w pierwszym przeszczepie serca nie znalazły potwierdzenia.
Zmarł w wieku 78 lat w Langa.